# Jüdischer Friedhof (Görlitz)

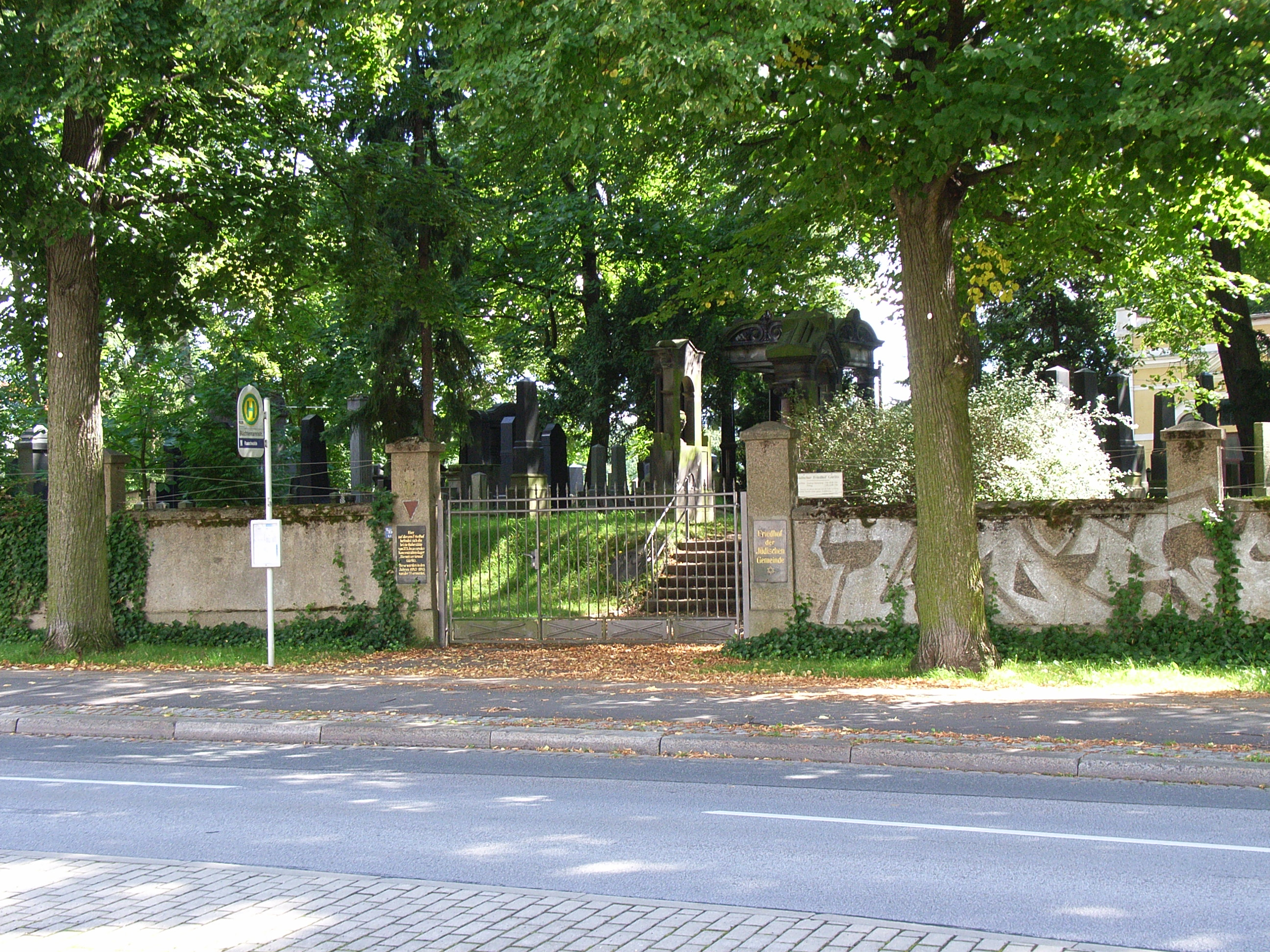
Jüdischer Friedhof an der Biesnitzer Straße in Görlitz

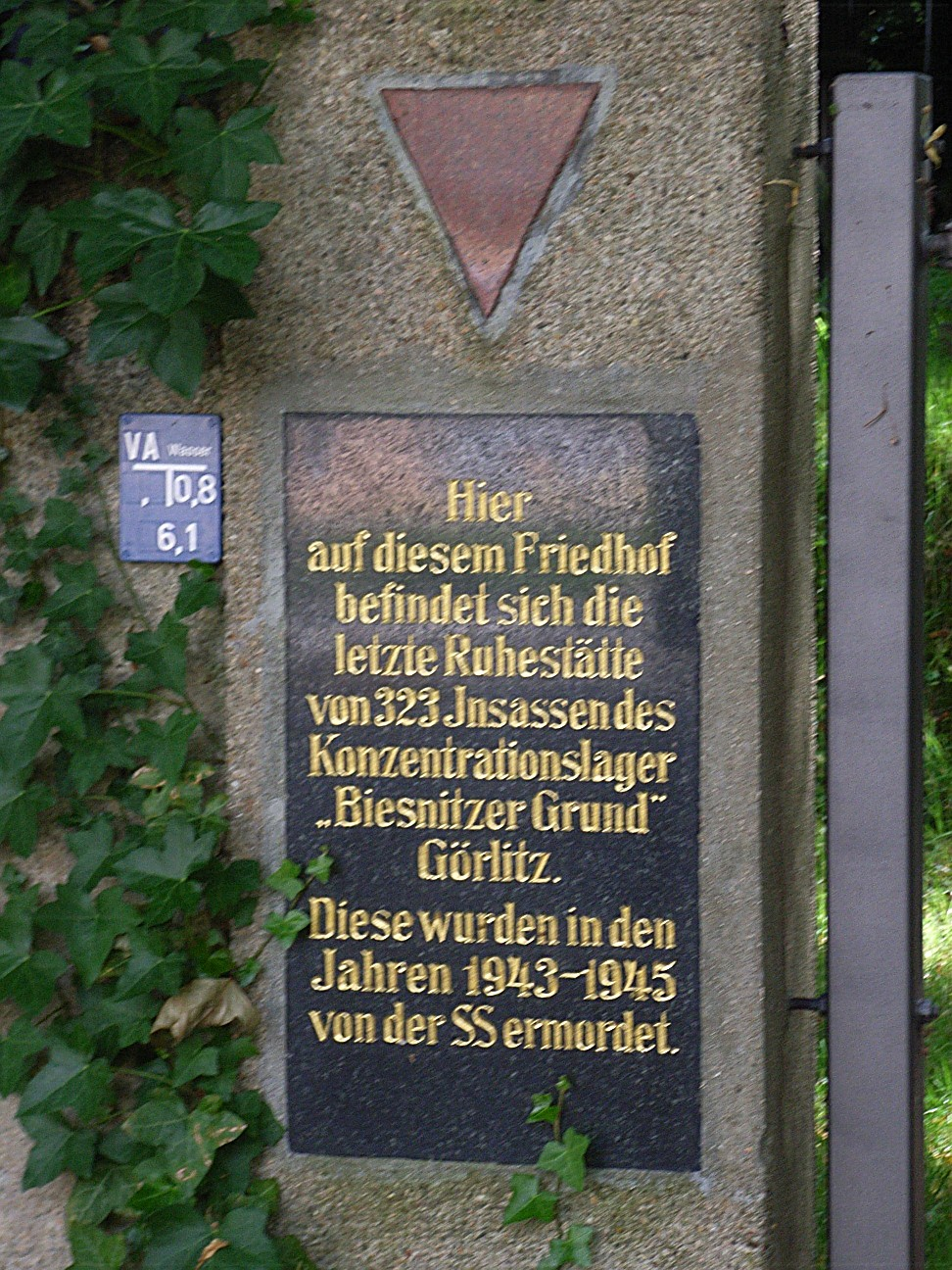
Gedenktafel am Eingang zum Jüdischen Friedhof

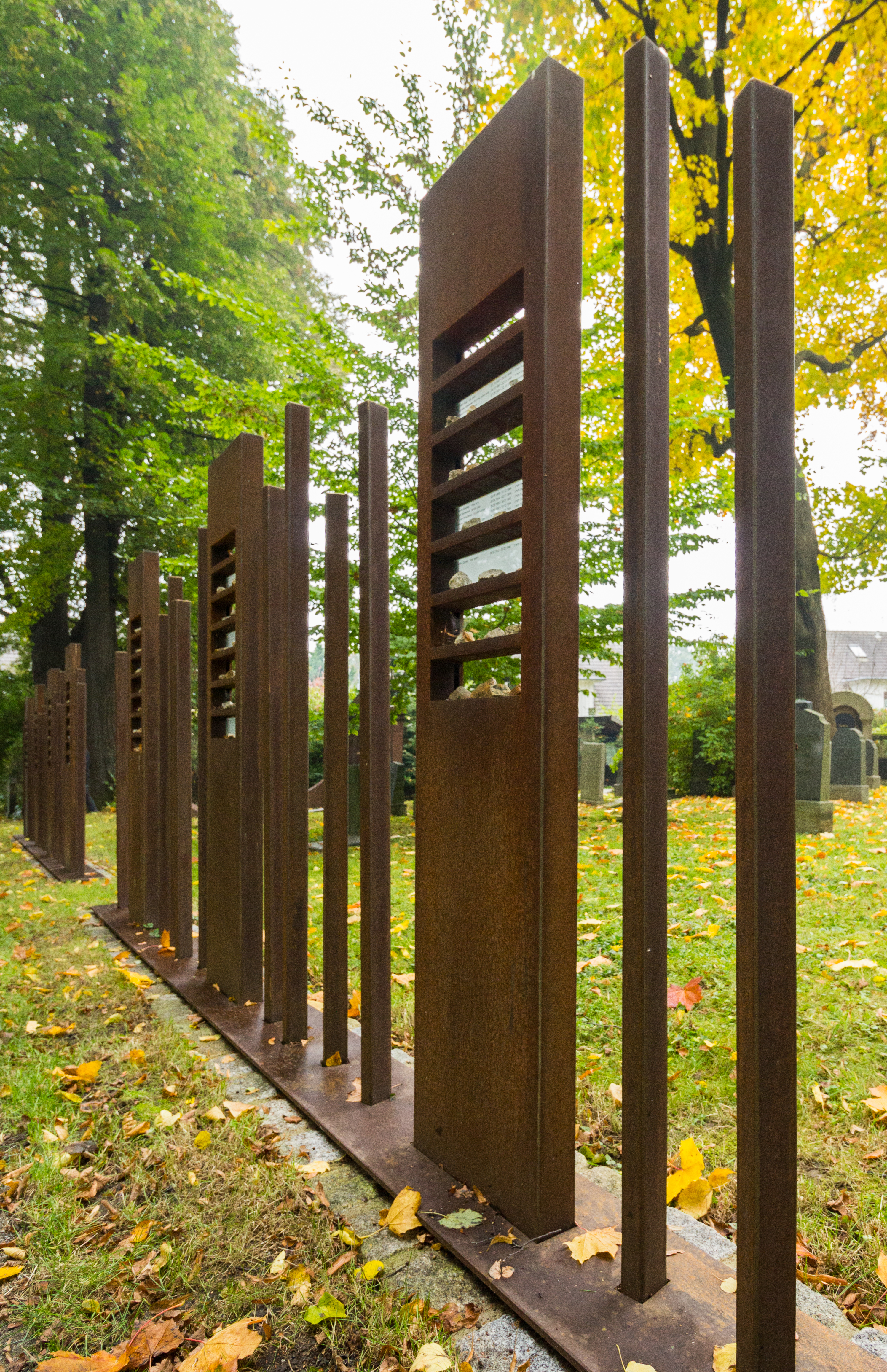
Sieben eiserne Stelen

Der Jüdische Friedhof Görlitz ist ein jüdischer Friedhof an der Biesnitzer Straße in Görlitz im Landkreis Görlitz in Sachsen.

## Geschichte
Eine jüdische Gemeinde wurde 1847 in Görlitz gegründet. Sie legte 1849 den jüdischen Friedhof an, auf dem 1852 die erste Beisetzung stattfand. Im Jahr 1860 wurde der Friedhof auf 4683 m² erweitert. Nach 1945 wurden auf dem Friedhof noch Beisetzungen vorgenommen.
Die Friedhofshalle aus dem 19. Jahrhundert ist erhalten. Sie wurde um 1990 restauriert. Im Jahr 2010 wurde die Instandsetzung der Umfriedung aus den Mitteln der Altstadtmillion finanziert.
Am 1. September 2015 wurden im hinteren Teil des Friedhofs sieben eiserne Stelen mit den darin eingefassten Namen und Daten von 148 Toten des KZ-Außenlager Görlitz eingeweiht. Zudem steht auf einer Gedenktafel am Eingang zum Friedhof:
Hier / auf diesem Friedhof / befindet sich die / letzte Ruhestätte / von 323 Insassen des / Konzentrationslager / „Biesnitzer Grund“ / Görlitz. / Diese wurden in den / Jahren 1943–1945 / von der SS ermordet.